# Ultrafiltration à flux tangentiel
L'ultrafiltration à flux tangentiel est une technique utilisée pour séparer des analytes d’une matrice liquide. Pour cette application, les analytes à séparer du reste de la matrice doivent avoir une taille supérieure à celle des pores de la membrane choisie pour la séparation. Cette méthode de séparation est surtout utilisée dans l’industrie laitière pour concentrer une solution de protéines, mais elle est depuis peu utilisée afin de fractionner deux protéines. L’ultrafiltration à flux tangentiel peut aussi être utilisée lors de la séparation de diverses protéines, de virus ou encore de cellules.

## Matériel et montage

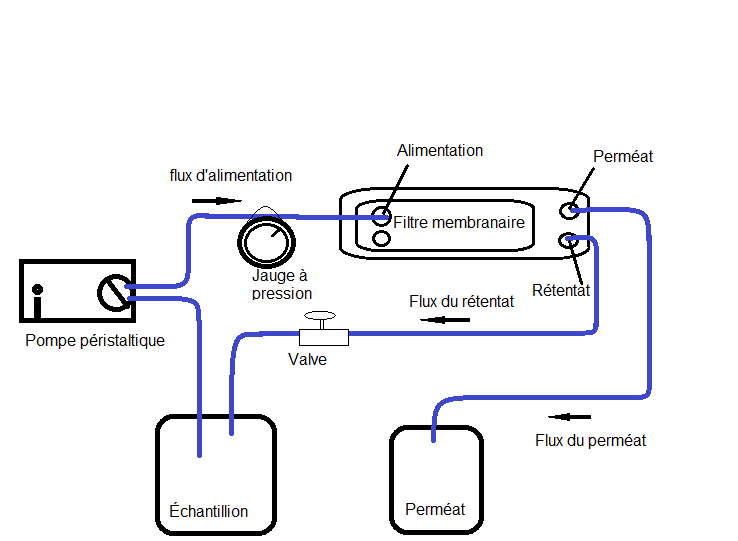
Exemple de montage du système d'ultrafiltration à flux tangentiel

Pour réaliser une ultrafiltration par flux tangentiel, on utilise un montage composé d’une pompe péristaltique ou son équivalent, d’une jauge à pression, d’un filtre membranaire, de tubes ainsi que de valves ou de pinces.
Les montages d’ultrafiltration sur flux tangentiel sont munis d’une jauge à pression pour contrôler de débit de filtration. En ajustant la jauge à une pression fixe le fluide devra circuler dans le montage avec un débit régulier. Les valves ou les pinces, quant à elles, sont utilisées pour diriger le fluide au bon endroit. Il est important que l’analyte soit dirigé dans le rétentat (fluide contenant les substances retenues par la membrane) en premier lieu avant d’être préconcentré.
Le filtre membranaire est la partie du montage qui contient la membrane et c’est  à cet endroit que l’extraction va se produire. Il existe deux principaux types de membranes : les membranes organiques et les membranes inorganiques. Les membranes organiques représentent 90 % de l’utilisation d’ultrafiltration à cause de leur faible coût de production. Par contre, elles sont beaucoup moins résistantes. Les membranes de type inorganique, qui sont aussi appelées membranes minérales, sont plus dispendieuses mais beaucoup plus résistantes. Les membranes inorganiques sont généralement composées de carbone, d’alumine, de métal, de silico-aluminate, de carbure ou de silicium, mais la majorité des membranes sont faites de céramique recouverte d’une couche active d’oxydes métalliques, de verre ou de carbone. Ces matériaux permettent d’optimiser la performance des membranes puisqu’elles sont plus résistantes aux hautes températures et elles sont disponibles dans une plus grande variété de tailles de pores, ce qui offre une meilleure sélectivité durant la séparation.
Dans le cas de l’ultrafiltration, la dimension des pores de la membrane permet le passage des molécules ayant des masses moléculaires comprises entre 1 et 10 kDa, ce qui signifie que les molécules ayant une masse molaire plus élevée ne pourront pas traverser la membrane. C’est ainsi que la séparation se produit. Les molécules qui ne réussissent pas à traverser les pores de la membrane, le rétentat, sont redirigées vers la cuve contenant le soluté de départ afin de passer une autre fois dans le filtre membranaire, tandis que les molécules ayant réussi à traverser la membrane (le perméat), sont dirigées vers la cuve à rejet. L’analyte recherché est donc à l’intérieur du rétentat, ce qui explique pourquoi la filtration est faite plusieurs fois.
Les membranes peuvent aussi être chargées négativement ou neutres. Les membranes chargées sont souvent utilisées dans la séparation du sang. Celles-ci permettent d’attirer les molécules chargées positivement, tandis que les molécules possédant une charge négative ne peuvent pas traverser le filtre. C’est ce qui permet aux petites molécules, suffisamment petites pour franchir les pores de la membrane, de demeurer dans le plasma sanguin grâce à leur charge négative. Avec une membrane chargée, il est donc possible d’utiliser les pores plus grands et de permettre la séparation d’analytes ayant des densités plus similaires avec plus de rapidité.

## Méthode de séparation

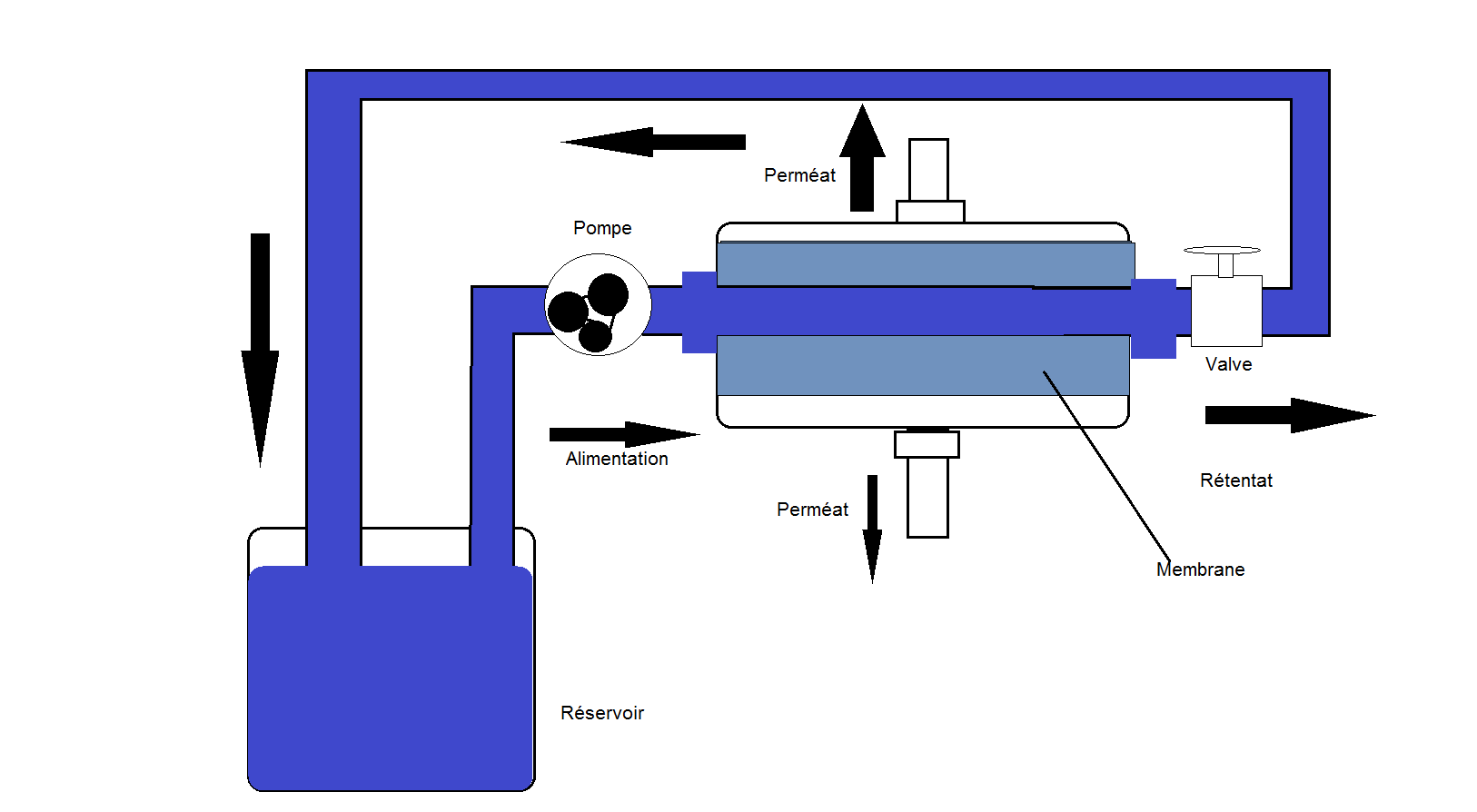
Trajet d'écoulement d'un montage pour une filtration à flux tangentiel

Pour commencer la séparation, une cuve est remplie d'un échantillon contenant l’analyte à extraire puis connectée au reste du montage. On commence à faire circuler l'échantillon dans les tuyaux jusqu’à ce qu’il arrive dans le filtre membranaire par un flux parallèle à la membrane, à l’intérieur duquel l’extraction se produit. Le fluide circule à l’intérieur du montage à l’aide d’un gradient de pression. La membrane utilisée durant la séparation dépend de l’analyte à extraire, du seuil nominal de coupure de la masse moléculaire, de la taille de pores désirée et aussi de sa stabilité en présence de la matrice. Par exemple, une membrane composée de polysulfone est moins affectée par la variation de pH.
Après être passé par le filtre membranaire, l’échantillon sera donc séparé. D’un côté, le perméat sera redirigé vers une cuve de rejet, tandis que le rétentat sera dirigé de nouveau vers la cuve contenant la solution initiale afin d’être filtré à nouveau.

## Limitations
La polarisation de concentration représente le principal problème de toute filtration. Bien qu’elles soient peu fréquentes lors de l’ultrafiltration sur flux tangentiel, ces techniques sont souvent sujettes à divers colmatages, c’est-à-dire qu’il se produit une accumulation de soluté à la surface de la membrane, ce qui réduit le flux du perméat et peut même bloquer complètement la filtration. Finalement, cela rend la séparation moins efficace et plus lente car il faut arrêter la séparation pour nettoyer le filtre et recommencer.
De plus, lors de l’utilisation de cette technique pour la séparation de protéines, les membranes couramment utilisées sont très étanches, ce qui fait qu’elles ont une faible perméabilité hydraulique et un débit volumétrique réduit pour la concentration des protéines. De plus, en changeant la membrane pour en augmenter la perméabilité, on s’expose à une perte importante du pourcentage de protéines lors du tamisage. En d’autres mots, la séparation sera moins efficace dans ce cas.
Aussi, la durée de vie des membranes de filtration est assez courte, particulièrement pour les membranes de types organiques, dont la plus faible résistance mécanique entraîne une détérioration plus rapide. La mise sous pression, les traitements acido-basiques ainsi que l’utilisation de détergent lors du nettoyage sont des facteurs importants qui font diminuer la durée de vie des membranes de filtration. Par contre, depuis 1976, l’utilisation de membranes en céramique permet de réduire l’ajout de détergents.
Finalement, la circulation tangentielle du liquide constitue un autre facteur limitant de cette technique à cause des débits d’écoulement assez importants en industrie, à savoir des vitesses allant jusqu’à 7 m/s. Ces grandes vitesses, surtout utilisées pour des liquides visqueux, tels que le jus en conserve, demandent l’installation de pompes beaucoup plus imposantes et consommant beaucoup plus d’énergie.

## Avantages
L’utilisation de l’ultrafiltration par flux tangentiel présente donc beaucoup d’avantages comparativement à des techniques de séparation plus traditionnelles :
- elle est beaucoup plus rapide que les autres types de filtration. Celle-ci peut fonctionner en continu puisque les colmatages sont moins fréquent dû à la turbulence créée par le flux tangentiel. C’est-à-dire que l’accumulation de soluté sur la surface de la membrane est réduite. Puisque la polarisation de concentration est évitée lors de l’ultrafiltration sur flux tangentiel, il n’est pas nécessaire de l’interrompe ;
- elle n’est pas dommageable pour l’échantillon. Contrairement à la centrifugation, qui nécessite plusieurs heures de rotation, de décantation et de remise en suspension du culot qui peuvent engendrer une contamination de l’échantillon, cette méthode de séparation ne demande pas autant de manipulation ;
- elle ne nécessite aucun ajout de solvant qui pourrait interférer avec l’analyte[4].

Finalement, l’utilisation de membrane chargée permet d’augmenter le flux de la séparation puisque celle-ci est beaucoup plus sélective. Elle permet l’utilisation de pores plus grands et, par le fait même, de rendre la séparation plus rapide car même si les molécules sont suffisamment petites pour traverser le filtrat, elles seront retenues à cause de leur charge négative. Les membranes chargées permettent aussi la séparation d’analytes de grandeur similaire mais de charge opposée.